# Myxococcus llanfairpwllgwyngyllgogerychwyrndrobwllllantysiliogogogochensis
Espèce
Myxococcus llanfairpwllgwyngyllgogerychwyrndrobwllllantysiliogogogochensis est une espèce de bactéries de la famille des Myxococcaceae, en bâtonnets à Gram négatif.

## Systématique
La bactérie Myxococcus llanfairpwllgwyngyllgogerychwyrndrobwllllantysiliogogogochensis est décrite par James Chambers et al. en 2020. Elle doit son nom au lieu de sa découverte : le sol de Llanfairpwllgwyngyllgogerychwyrndrobwllllantysiliogogogoch, au pays de Galles.